# 1QpHab

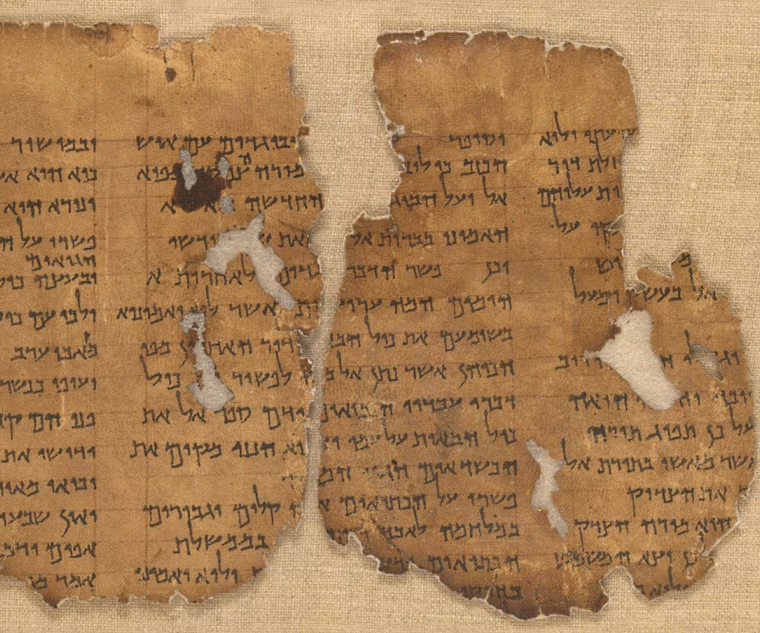
Początek zwoju 1QpHab

1QpHab, również Komentarz do proroczej Księgi Habakuka – jeden z siedmiu pierwszych zwojów znad Morza Martwego odkrytych w Kumran w 1947 roku w grocie 1. Zwój ten zawiera komentarz (hebr. peszarim פשר, interpretacje, komentarze) do dwóch pierwszych rozdziałów biblijnego proroctwa z Księgi Habakuka. Zwój jest datowany na drugą połowę I wieku p.n.e.

## Historia odkrycia
Zwój ten został znaleziony przypadkowo wraz z innymi w 1947 roku przez beduińskich chłopców. Wraz ze zwojem zawierającym Księgę Izajasza (1QIsab) oraz Zwojem Wojny (1QM) trafił do rąk handlarza antyków, który skontaktował się z prof. Eleazarem Sukenikiem z Uniwersytetu Hebrajskiego. Profesor zorientował się, że zwoje posiadają olbrzymią wartość historyczną wytargował cenę i je wykupił oraz wykazał zainteresowanie dalszymi takimi znaleziskami. Ponieważ zwoje nie były wcześniej rozwinięte Sukenik zrobił to bardzo ostrożnie. Jeden z zakupionych zwojów zawierał właśnie komentarz do Księgi Habakuka.
Zwój ten, znajduje się obecnie w Jerozolimie w Sanktuarium Księgi należącym do Muzeum Izraela (HU 95.57/28).

## Opis
Komentarz do Księgi Habakuka jest kompletnym zwojem o długości 1,48 m, składającym się z 13 kolumn. Zawiera on interpretacje dwóch pierwszych rozdziałów biblijnej Księgi proroka Habakuka napisane w języku hebrajskim pismem kwadratowym z czasów Heroda. Jednak tetragram imienia Bożego w przeciwieństwie do reszty tekstu jest zapisany pismem paleohebrajskim. Pomimo faktu, że zwój zawiera komentarze do dwóch spośród trzech rozdziałów Księgi Habakuka jest on kompletny, gdyż kończy się on w połowie kolumny.
W tym rękopisie, wersety księgi biblijnej są kopiowane całymi akapitami w oryginalnej kolejności. Biblijny tekst Księgi Habakuka z którego korzysta komentarz wydaje się jednak miejscami opierać na innym tekście niż tekst masorecki. Każdy akapit komentarza odpowiadający tekstowi biblijnemu jest wprowadzony przez hebrajskiego słowa piszro („ich sens”) lub peszer haDawar al („sens tematu w odniesieniu do”). Komentarz ten został napisany przez członka wspólnoty z Kumran interpretującego starotestamentowe proroctwa z punktu widzenia jej członków a pomijając aspekt historyczny. Z wyrywkowych informacji dotyczących wspólnoty jakie można odnaleźć w tekście jej założycielem był ktoś nazwany Mistrzem Sprawiedliwości, który w wyniku prześladowań Niegodziwego Kapłana udał się wraz ze swoimi uczniami na pustynię by tam założyć wspólnotę religijną żyjącą według własnych reguł a odrzucającą autorytet hierarchii świątynnej.
Komentarz porusza dwa główne tematy. Pierwszy odnosi się do wewnętrznej polityki religijnej w Jerozolimie i kapłaństwa świątynnego. Drugi porusza skutki pojawienia się Rzymian na scenie historii, nazywanych tu Chaldejczykami lub Kittim. Podobnie jak w większości dzieł tego gatunku komentarz ten nie wymienia żadnych historycznych postaci używając ich imion lub tytułów. Zawiera natomiast aluzje do takich osób jak Mistrz Sprawiedliwości, Niegodziwy Kapłan, Człowiek Kłamstwa oraz innych, których dokładna tożsamość nie została jeszcze ustalona.
Ten wyjątkowo dobrze zachowany zwój jest głównym źródłem naszej wiedzy o życiu duchowym zacisznej wspólnoty Qumran. Rzuca światło na to jak społeczność Qumran postrzegała siebie, a także służy jako paradygmat pozwalający lepiej zrozumieć inne przykłady tego gatunku literackiego (np. Komentarze Księgi Nahuma lub Komentarze Księgi Micheasza).